# Szirok Sokak

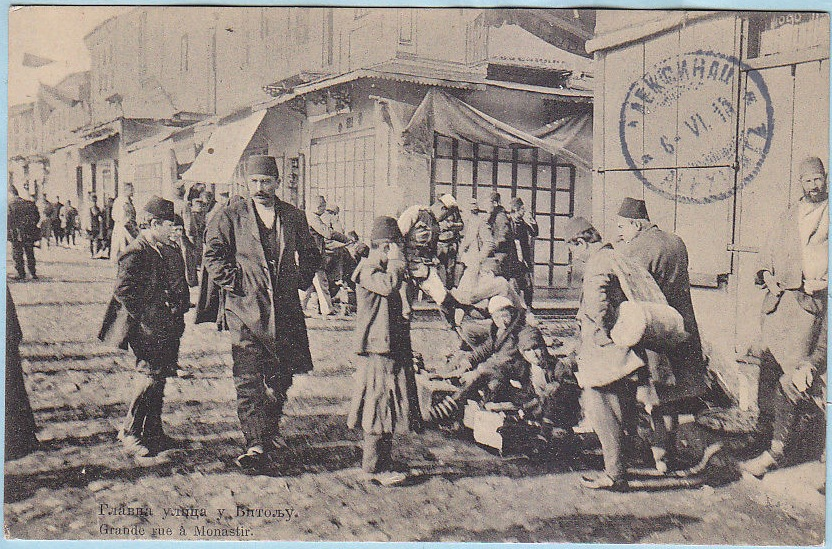
Ulica w 1912 roku w czasie wojny bałkańskiej

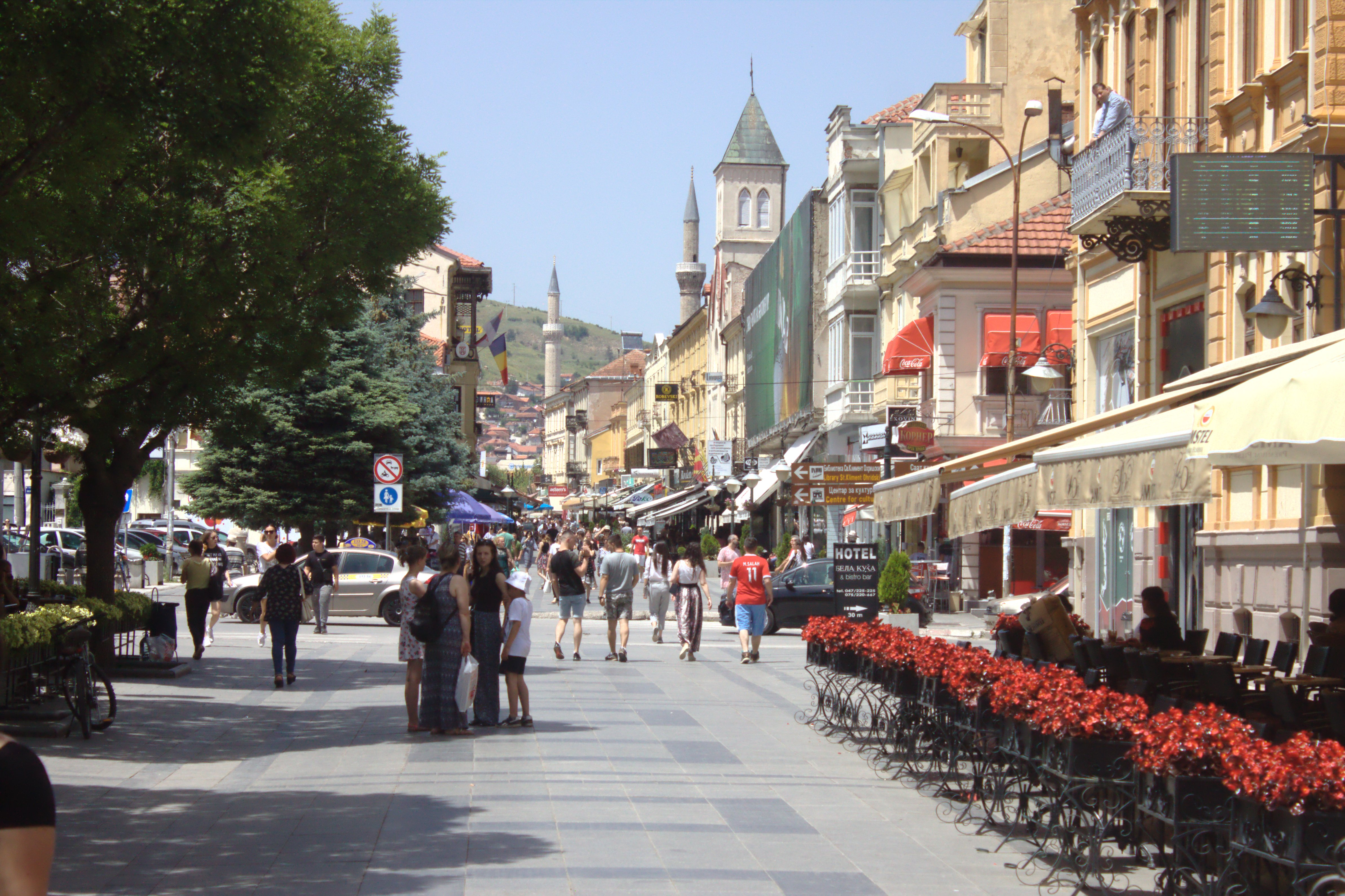
Fragment ulicy

Szirok Sokak (mac. Широк Сокак), znany również jako Bitołsko Korzo (mac. Битолско Корзо) – ulica w Bitoli, w Macedonii Północnej.
Jest to główna i najruchliwsza ulica w centrum miasta, przy której znajduje się wiele sklepów i restauracji, a także galeria i teatr, budowany w latach 1897–1905 na miejscu dawnego cmentarza. Dawniej mieściło się tam też wiele hoteli. Pierwsza pisemna wzmianka o hotelu przy Szirokim Sokaku pochodzi z 1843 roku, prawdopodobnie spłonął on jednak kilka lat później w pożarze, gdyż relacje z późniejszych lat nie wspominają istnienia hotelu w mieście. Wiadomo jednak, że po 1908 roku znajdowały się przy tej ulicy cztery hotele: Orient (wzmiankowany już w 1890 roku), Sintagma (w 1912 roku zmienił nazwę na Konstitucija), Beograd (po raz pierwszy wzmiankowany w 1893 roku) i Ewropa. Swoją siedzibę miało tam też wiele konsulatów. Pierwszym konsulatem na Szirokim Sokaku była otwarta w 1851 roku placówka austro-węgierska, później działały tam m.in. konsulat Turcji i Rosji. Ponadto obecnie (stan na 2021) znajdują się tam również placówki czarnogórska i francuska.
Ulica rozpoczyna się na placu Magnolia, na którym położony jest symbol miasta – wieża zegarowa. Naprzeciwko wieży znajduje się meczet Jeni. Przy deptaku położony jest również budynek, w którym mieszkała Eleni Karinte, ukochana Mustafy Kemala Atatürka z czasów, gdy ten uczył się w lokalnej szkole wojskowej. Na końcu traktu znajduje się muzeum, które dawniej pełniło funkcję szkoły wojskowej oraz hala sportowa. Ulicą można też dotrzeć do parku, który prowadzi do stadionu Tumbe Kafe, a także ogrodu zoologicznego oraz ruin starożytnego miasta Heraclea Lyncestis.
W czasach Imperium Osmańskiego ulica nosiła nazwę Hamidiye Caddesi lub Sultaniye, na cześć sułtana Abdülhamida. Po zwycięstwie rewolucji młodotureckiej w 1908 roku i abdykacji sułtana, deptak zmienił nazwę na Uriet. Po I wojnie bałkańskiej miasto znalazło się w granicach Królestwa Serbii, ulicę nazwano wówczas na cześć króla Piotra. Podczas okupacji bułgarskiej nosiła natomiast nazwę cara Borysa III. Następnie, w czasach Jugosławii, patronem traktu był Josip Broz Tito. W przeszłości ulica nazywała się również Lokanda.
W 1904 roku bracia Manaki kupili mieszkanie przy tej ulicy, a rok później otworzyli tam atelier. Z balkonu swojego mieszkania nakręcili kilka filmów dokumentujących życie mieszkańców miasta.
Ruch samochodów po ulicy jest zabroniony, choć dawniej był dozwolony. Traktowi poświęcono piosenkę ludową, której tekst napisał Petar Georgiew-Kalica, a śpiewał m.in. Toše Proeski.